# Carboniferous
Carboniferous è un album del gruppo italiano Zu, pubblicato nel 2009 dalla Ipecac Recordings.

## Tracce
1. Ostia – 5:06
2. Chthonian – 6:52
3. Carbon – 4:31
4. Beata Viscera – 4:02
5. Erinys – 3:50
6. Soulympics – 5:19
7. Axion – 5:30
8. Mimosa Hostilis – 4:12
9. Obsidian – 6:29
10. Orc – 5:24

## Formazione
- Luca T. Mai - sax baritono
- Massimo Pupillo - basso
- Jacopo Battaglia - batteria, mellotron, elettronica

## Partecipazioni
- Mike Patton - voce ed effetti su Soulympics e Orc
- King Buzzo - chitarra su Chthonian
- Giulio Ragno Favero - chitarra su Obsidian, basso su Axion, Sinusoidi e Onde Quadre su Orc
- Alessandro Pacho Rossi - percussioni su Chthonian e Orc